# 遠遁基銀漢魚
遠遁基銀漢魚，為輻鰭魚綱銀漢魚目擬銀漢魚科的其中一種，分布於南美洲秘魯安地斯山脈淡水流域，為溫帶淡水魚，棲息在海底2000公尺的溪流，生活習性不明。